# Fekete Gyula (író)
Fekete Gyula (Mezőkeresztes, 1922. február 26. – Budapest, 2010. január 16.) háromszoros József Attila-díjas magyar író, szociográfus, újságíró.

## Élete
1922-ben született Okos Erzsébet és Fekete Barnabás gyermekeként. Egy testvére van, Barnabás.
1942-től a József Nádor Műszaki és Gazdaságtudományi Egyetem közgazdasági karának hallgatója volt. Győrffy-kollégista volt. 1945-ben a földosztás miniszteri biztosa volt Borsod megyében. Ezután a miskolci Szabad Szó kiadója és szerkesztője lett. 1947-től Budapesten szerkesztette a Március Tizenötödikét, majd rovatvezető lett a Szabad Szónál. 1954-től a Művelt Nép munkatársa volt. 1956-ban a Magyar Írók Szövetsége prózai szakosztályának titkára lett; decemberben letartóztatták, 1957-ben szabadult. 1965-ben a Budapest című folyóirat szerkesztője lett. 1966-ban kezdte „Egy korty tenger” című rádiós sorozatát. 1981-től a Magyar Írók Szövetsége (1956) alelnöke, 1988-tól a Hitel szerkesztőségének munkatársa lett. 2004-től a Százak Tanácsa közhasznú egyesület alapító-elnöke. 2009-ben szülőfaluja díszpolgári címet adományozott Feketének.

## Írói munkássága

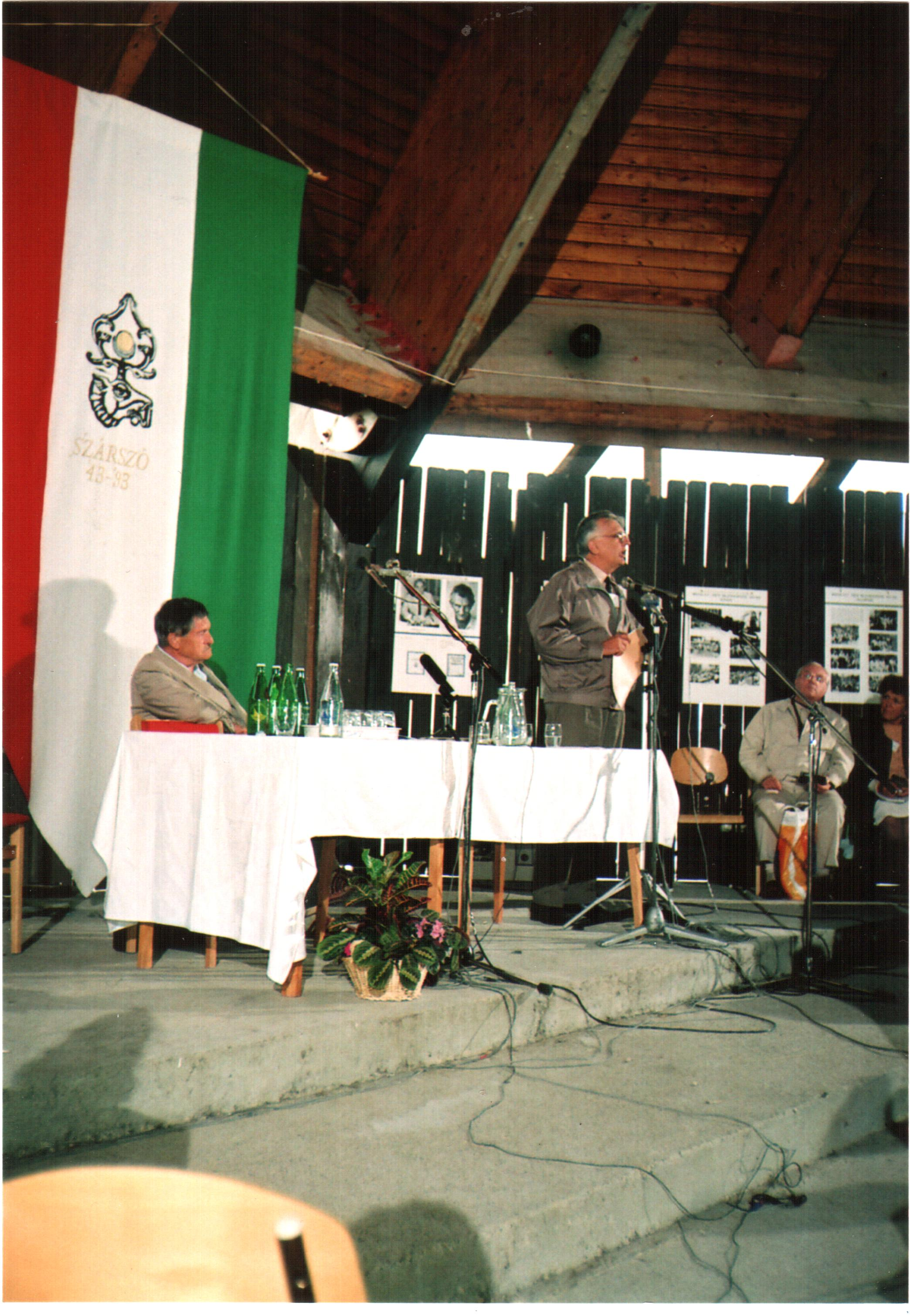
Fekete Gyula a Szárszó 1993 Konferencián

Pályájának első szakaszában a városba került falusi embereket ábrázolta (Eszmélet, Kati, 1953). Sorsokat felvillantva, krónikaszerű hitelességgel örökítette meg egy házaspár történetét (Vér és korom, 1954). Didaktikus vonások, érdekes cselekmény jellemzi utópisztikus és ifjúsági regényeit.

## Művei
- Májusfa (kisregény, 1952)
- Eszmélet (elbeszélés, 1953)
- Kati (kisregény, 1953)
- Bulgáriai emlékek (útirajz, 1954)
- Vér és korom (irodalmi szociográfia, 1954)
- Ismerősök (elbeszélés, 1955)
- Májusi felhők (dráma, bemutató: Katona József Színház, 1956)
- Szemfényvesztők (jelenet, bemutató: Vidám Színpad, 1958)
- A kék sziget (tudományos-fantasztikus regény, 1959)
- A fiatalasszony (regény, 1960)
- Kincskereső Pipitér (ifjúsági regény, 1961) Online elérés
- A falu szépe (regény, 1961)
- A hű asszony meg a rossz nő (regény, 1963) (oroszul: 1987) Online elérés
- Az orvos halála (regény, 1963 (angolul, oroszul: 1965, németül, szlovákul: 1966, csehül, észtül, lettül, litvánul, bolgárul: 1967, románul: 1979)
- Szerelmesek bolygója (tudományos-fantasztikus regény, 1964 (szlovákul: 1966, németül: 1967)
- Ezeregyedik esztendő (regény, 1965 (oroszul: 1985)
- Lányszöktetés (elbeszélés, 1966)
- Csördülő ég (regény, 1967) (oroszul: 1985)
- Vallomás hajnalig (regény, 1970 (oroszul: 1985)
- Fortélyos félelem igazgat (tanulmány, 1970)
- Éljünk magunknak? (dokumentumgyűjtemény, 1972)
- Magyarország, fotóalbum (kísérőszöveg Fekete Gyula, fotók Alapfy Attila és Balla Demeter) 1972 (németül, oroszul, angolul, franciául, 1972, lengyelül, olaszul: 1974, spanyolul: 1975)
- A fiú meg a katonák (regény, 1972 (oroszul: 1983)
- Mindene megvan? (levélszociográfia, 1973)
- Egy korty tenger (esszék, 1974)
- Triszex (fantasztikus regény, 1974)
- Mézeshetek (regény, 1975 (oroszul: 1986)
- Három (regény, 1976)
- Miskolc, fotóalbum Balla Demeterrel (1976)
- Január, február, március (regény, 1977) (oroszul: 1985)
- Perújrafelvétel (elbeszélés, riport, 1977)
- Történelem hangszalagon (riportkönyv, 1977)
- Száz korty tenger (válogatott publicisztika, 1977)
- Levelek a magányról (levélszociográfia, 1979)
- Hiányzik egy férfi (regény, 1979) (oroszul: 1986)
- A falu szépe (regények, 1980)
- Első csók (elbeszélés, 1980) (oroszul: 1983)
- Bodrog-parti szerelmeink (regény, 1981)
- Boldog házasságok titkai (levélszociográfia, 1981)
- Elfogultságaim térképe (esszé, 1981)
- Sarkcsillag (esszék, jegyzetek, vitairatok, 1983)
- Április, május, június (regény, 1983)
- Tengercsepp (aforizmák, 1985)
- Szerelmesek bolygója (tudományos-fantasztikus regények, 1985)
- Hogyan lettem író? (Emlékek, tárcák, elbeszélések, 1986)
- Meditáció Amerikáról (1987)
- Esztendőre vagy kettőre (gyermekversek, mesék, 1987)
- Gondolkozzunk, magyarok! (vitairatok, interjúk, 1989)
- Süket a meztelen király. Közgondok, vitairatok (1989)
- Vitairat a jövőről (1990)
- Véreim, magyar kannibálok! Vádirat a jövő megrablásáról (publicisztikai írások, 1992)
- Madártávlat (elbeszélés, 1993)
- Különvélemény (vitacikkek, 1993)
- Örökségünk (1994)
- Csendes ellenforradalom (ifj. Fekete Gyulával) (vitairatok, Budapest-Ungvár, 1993)
- Verses gyerekszínpad iskolai ünnepségekre, anyák napjára (Ungvár-Budapest, 1993)
- Napló a történelemnek. 101 éjszaka (1997)
- Az első számú közügy (vitairat, Balatonboglár, 1997)
- Csőre töltött gondolat. 365 tengercsepp; Trikolor, Budapest, 1998
- Fürdik a hal. Válogatott novellák; Magyar Írószövetség–Belvárosi, Budapest, 2000 (Bibliotheca Hungarica)
- Világhódító bambaságok, téveszmék; Trikolor, Budapest, 2001
- A jövő megrablása; Antológia, Lakitelek, 2005 (Népfőiskolai füzetek)
- Kóstoló. A szerző válogatása életművéből; Trikolor, Budapest, 2006 (Örökségünk)
- A lehetetlen ostroma; Szent György, Budapest, 2007 (Szent György könyvek)
- Európa öngyilkossága; Trikolor, Budapest, 2007
- Naplóm a történelemnek, 1941–2000, 1-4.; Trikolor, Budapest, 2007

## Díjai
- Kiváló Munkáért (1949)
- József Attila-díj (1953, 1963, 1973)
- SZOT-díj (1964)
- A Művészeti Alap Irodalmi Díja (1978)
- A Munka Érdemrend arany fokozata (1982)
- 1956-os Emlékérem (1991)
- A Magyar Köztársasági Érdemrend középkeresztje (1992)
- Magyar Örökség díj (2001)
- Arany János-díj (2006)
- Prima díj (2009)
- A Magyar Írószövetség örökös tagja